# Aljona Savchenko
| Kyrillisch (Ukrainisch) | Kyrillisch (Ukrainisch)         |
| ----------------------- | ------------------------------- |
|                         | Олена Валентинівна Савченко     |
| Transl.:                | Olena Valentynivna Savčenko     |
| Transkr.:               | Olena Walentyniwna Sawtschenko  |
| Kyrillisch (Russisch)   |                                 |
|                         | Алёна Валентиновна Савченко     |
| Transl.:                | Alëna Valentinovna Savčenko     |
| Transkr.:               | Aljona Walentinowna Sawtschenko |

Aljona Savchenko, ursprünglich ukrainisch Оле́на Валенти́нівна Са́вченко, Olena Walentyniwna Sawtschenko (* 19. Januar 1984 in Obuchiw, Oblast Kiew, Ukrainische SSR, Sowjetunion), ist eine ehemalige ukrainisch-deutsche Eiskunstläuferin, die im Paarlauf startete. Sie wurde bei den Olympischen Spielen 2018 zusammen mit Bruno Massot für Deutschland Olympiasiegerin und bei den Weltmeisterschaften 2018 in Mailand Weltmeisterin. Mit ihrem ehemaligen Eiskunstlauf-Partner Robin Szolkowy gewann sie fünfmal die Welt-, viermal die Europameisterschaft sowie zwei Olympia-Bronzemedaillen.

## Eislaufkarriere

### Karrierebeginn in der Ukraine (bis 2002)

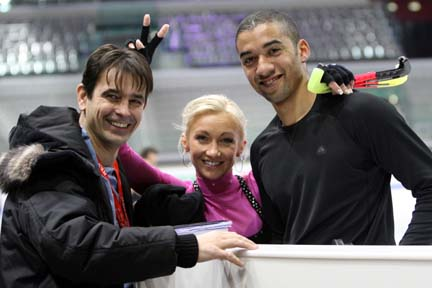
Aljona Savchenko und Robin Szolkowy mit ihrem Trainer Ingo Steuer

Aljona Savchenko begann im Alter von drei Jahren zusammen mit ihrem Vater auf einem zugefrorenen See mit dem Eislaufen. Als sie vier Jahre alt war, wollte ihr Vater sie bei einer Eiskunstlaufschule in Kiew zum Training anmelden. Dort wurde ihm gesagt, sie sei noch zu klein und solle in einem Jahr wiederkommen.
Savchenkos erster Partner beim Paarlaufen war Dmytro Bojenko. Mit ihm startete sie für die Ukraine und für Dynamo Kiew. Ihr Trainer war Oleksandr Artytschenko. Das Paar trennte sich 1998 nach den Juniorenweltmeisterschaften.
Savchenko lief fortan zusammen mit Stanislaw Morosow. Ihre Trainerin war Halina Kuchar. Sie starteten für Dynamo Kiew und somit für die Ukraine. Das Paar wurde 2000 Juniorenweltmeister. 2002 starteten sie das erste Mal bei Olympischen Winterspielen. In Salt Lake City wurden Savchenko/Morosow 15.

### Mit Robin Szolkowy für Deutschland (2003–2014)
Nach der sportlichen Trennung von Stanislaw Morosow 2002 suchte Savchenko weltweit einen neuen Partner und fand ihn in Robin Szolkowy. Sie siedelte 2003 nach Deutschland über und trainierte dann in Chemnitz bei Ingo Steuer. Das Paar gewann auf Anhieb die Deutsche Meisterschaft 2004.

#### 2004/2005
Beim Cup of Russia hatten Savchenko und Szolkowy im November 2004 in Moskau ihr Grand-Prix-Debüt und beendeten es auf dem Bronzerang. Im Jahr 2005 hatten die amtierenden deutschen Paarlaufmeister dann ihr gemeinsames Debüt bei Welt- und Europameisterschaften, das sie als Sechste bzw. Vierte abschlossen.

#### 2005/2006
Im Oktober 2005 gewannen sie mit Skate Canada ihren ersten Grand-Prix-Wettbewerb und qualifizierten sich damit für ihr erstes Grand-Prix-Finale, das sie mit dem Gewinn der Bronzemedaille abschlossen.
Ihre erste Medaille bei einer bedeutenden internationalen Meisterschaft folgte im Januar 2006. Sie wurden in Lyon Vizeeuropameister hinter den Russen Tatjana Totmjanina und Maxim Marinin.
Aljona Savchenko hatte am 29. Dezember 2005 die deutsche Staatsbürgerschaft erhalten und somit konnte das Eiskunstlaufpaar nun an seinen ersten gemeinsamen Olympischen Spielen teilnehmen. Die Teilnahme wurde jedoch wegen der Stasi-Vorwürfe gegen ihren Trainer Ingo Steuer erheblich erschwert. Steuer war vom olympischen Team ausgeschlossen worden und musste sich die Teilnahme gerichtlich erstreiten. Savchenko und Szolkowy beendeten ihr Olympiadebüt in Turin trotz aller Querelen auf dem sechsten Platz. Dieses Ergebnis wiederholten sie bei der nachfolgenden Weltmeisterschaft.
Das Innenministerium übte wegen der Stasi-Vergangenheit Steuers weiterhin Druck auf den deutschen Eislaufverband aus. Dies führte dazu, dass Steuer keine Akkreditierung für die bevorstehenden Turniere bekommen sollte; die Justiz gab Steuer aber Recht. Dennoch kostete die weitere Zusammenarbeit mit Steuer Robin Szolkowy seine Anstellung bei der Bundeswehr und deren finanzielle Unterstützung. Dies konnte durch private Sponsoren und Fans ausgeglichen werden, so dass das Paar seine Karriere fortsetzen konnte.

#### 2006/2007
Sportlich unbeeindruckt von den Querelen gewannen Savchenko und Szolkowy im November 2006 beim Cup of Russia und qualifizierten sich erneut für das Grand-Prix-Finale, bei dem sie die Silbermedaille errangen. Am 24. Januar 2007 wurden sie in Warschau Europameister. Dabei distanzierten sie die russischen Silbermedaillengewinner Marija Petrowa und Alexei Tichonow um fast zwanzig Punkte. Es war der erste Europameisterschaftstitel für ein deutsches Paar, seit 1995 ihr Trainer Ingo Steuer mit Partnerin Mandy Wötzel gewonnen hatte. Bei der Weltmeisterschaft in Tokio errangen sie mit Bronze hinter den beiden chinesischen Paaren Shen Xue und Zhao Hongbo sowie Pang Qing und Tong Jian ihre erste Weltmeisterschaftsmedaille. Es war die erste Medaille eines deutschen Paares bei einer Weltmeisterschaft seit der Bronzemedaille von Peggy Schwarz und Mirko Müller 1998.

#### 2007/2008
Die Saison 2007/08 wurde eine der erfolgreichsten Saisons des Eiskunstlaufpaares. Sie gewannen bei Skate Canada und der NHK Trophy, qualifizierten sich somit für das Grand-Prix-Finale und gewannen dieses zum ersten Mal. Sie waren damit das einzige deutsche Paar nach Mandy Wötzel und Ingo Steuer, das das Grand-Prix-Finale gewinnen konnte.
Bei den Deutschen Meisterschaften am 6. Januar 2008 durchbrachen Savchenko und Szolkowy mit 214,67 Punkten erstmals die 200-Punkte-Marke. Dies hätte Weltrekord bedeutet, doch gehen nationale Meisterschaften nicht in die Wertung der Internationalen Eislaufunion ein.
Im Januar 2008 verteidigten sie bei der Europameisterschaft in Zagreb ihren Titel und übertrafen nun auch offiziell die 200-Punkte-Marke. Sie hatten auf die zweitplatzierten Russen Marija Muchortowa und Maxim Trankow fast 33 Punkte Vorsprung.
Im März 2008 wurden Aljona Savchenko und Robin Szolkowy in Göteborg zum ersten Mal Weltmeister. Sie verwiesen die Chinesen Zhang Dan und Zhang Hao, die nach dem Kurzprogramm noch in Führung gelegen hatten, auf den zweiten Platz. Es war der erste Weltmeisterschaftstitel für ein deutsches Paar seit Mandy Wötzel und Ingo Steuer 1997 in Lausanne.

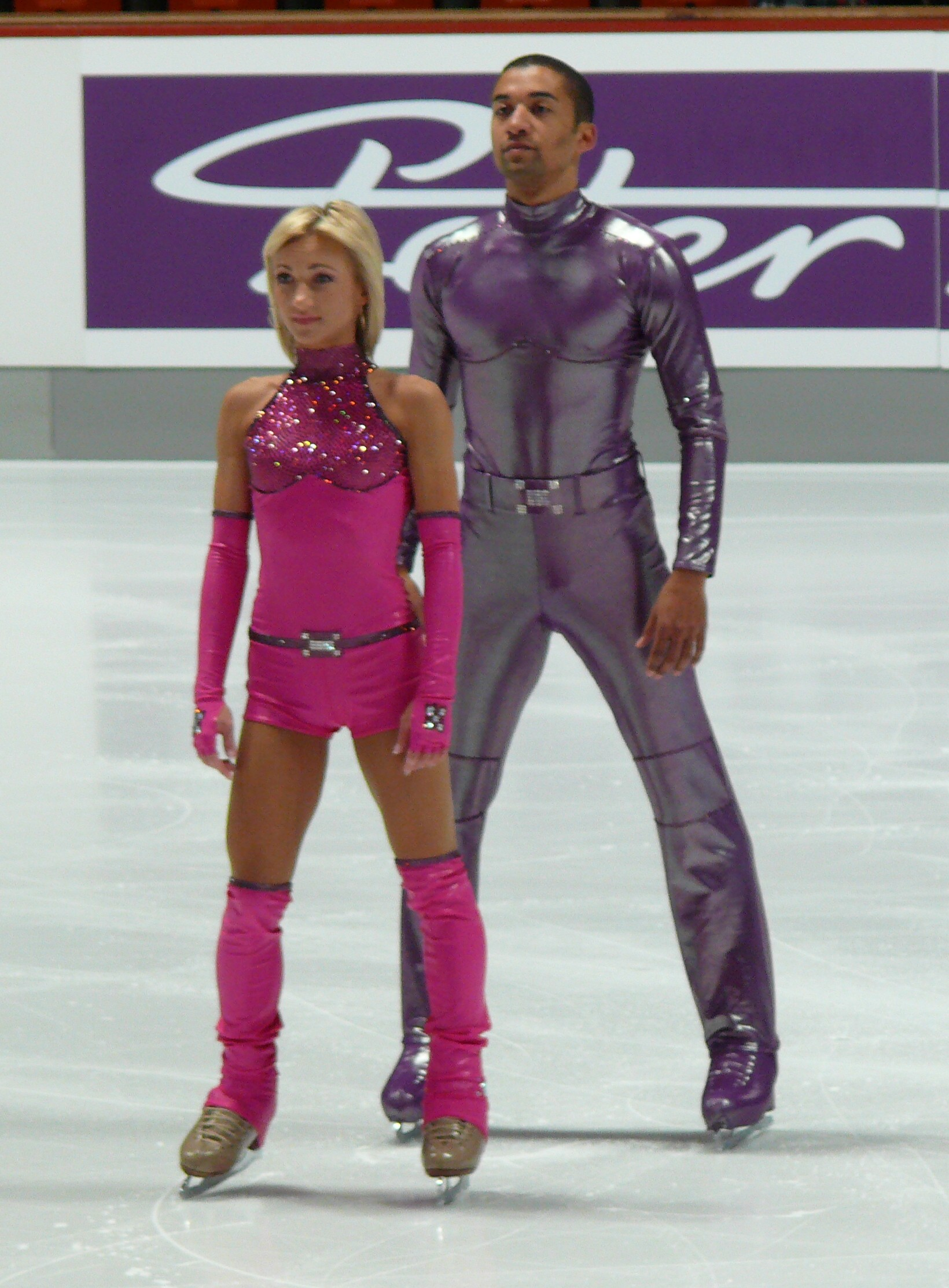
Savchenko und Szolkowy bei der Nebelhorn Trophy 2008

#### 2008/2009
Die Saison 2008/09 begann mit Siegen bei Skate America und der Trophée Eric Bompard. Beim Grand-Prix-Finale reichte es allerdings nur zur Bronzemedaille.
Nachdem Savchenko und Szolkowy zum sechsten Mal in Folge deutsche Paarlaufmeister geworden waren, gewannen sie im Januar 2009 in Helsinki zum dritten Mal in Folge die Europameisterschaft.
Zwei Monate später in Los Angeles gelang beiden auch der erneute Gewinn der Goldmedaille bei der Weltmeisterschaft. Sie gewannen sowohl das Kurzprogramm wie auch die Kür und lagen mit persönlicher Bestleistung am Ende fast 17 Punkte vor den Chinesen Zhang/Zhang. Damit waren Savchenko und Szolkowy das erste deutsche Paar seit Marika Kilius und Hans-Jürgen Bäumler (1963 und 1964), das seinen WM-Titel erfolgreich verteidigte.

#### 2009/2010
Die Saison 2009/10 wurde zur problematischsten ihrer Karriere. Nachdem sie bei der Trophée Eric Bompard das Kurzprogramm gewonnen hatten, aber in der Kür zahlreiche schwere Fehler machten, die sie auf den dritten Rang zurückwarfen, schlug Trainer Ingo Steuer vor, ihre geplante Kür zu „You’ll Never Walk Alone“ zu verwerfen und eine neue zu erstellen. Obwohl sie seit Mai des vergangenen Jahres daran gearbeitet hatten, fühlten sie sich mit dieser Kür nicht wohl. Savchenko meinte, dass die Kür einfach nicht zu ihnen passe. Die neue Kür wurde zur Filmmusik von Out of Africa choreografiert.
Bei Skate Canada gewannen sie sowohl das Kurzprogramm als auch die Kür und dies mit neuem Punkteweltrekord. Es war das erste Mal, dass ein Punktrichter die Höchstnote 10,0 im neuen Bewertungssystem vergab.
Beim Grand-Prix-Finale reichte es jedoch erneut nur zur Bronzemedaille. Dazu kam, dass Aljona Savchenko während des Wettbewerbs eine Grippe bekam und das Paar nicht bei den deutschen Meisterschaften antrat.
Die Europameisterschaft in Turin beendeten Savchenko und Szolkowy mit einer persönlichen Bestleistung von 211,72 Punkten. Dennoch reichte dies nicht zur Titelverteidigung. Die Russen Juko Kawaguti und Alexander Smirnow gewannen überraschend den Titel mit eineinhalb Punkten Vorsprung.
Die zweiten Olympischen Spiele des Paares begannen in Vancouver mit einer persönlichen Bestleistung von 75,96 Punkten im Kurzprogramm. Dennoch brachte ihnen dies nicht den Sieg im Kurzprogramm, da die zurückgekehrten Chinesen Shen Xue und Zhao Hongbo mit 76,66 Punkten einen neuen Weltrekord aufstellten. Wegen eines verpatzten Doppelaxels von Szolkowy und eines nur zweifach gesprungenen Toeloops von Savchenko in der Kür fielen sie auch noch hinter das zweite chinesische Paar Pang Qing und Tong Jian zurück und gewannen somit die Bronzemedaille. Trainer Ingo Steuer kommentierte dies mit folgenden Worten: „Das Gold ist weg, alles andere ist egal. Ich bin sauer. Das ist so traurig, dass man das, was auf dem Tablett liegt, nicht genommen hat. Wir hätten es einfach machen müssen.“ Für seine öffentliche Kritik an seinen Eiskunstlaufschützlingen wurde Steuer in den Medien kritisiert.
Bei der Weltmeisterschaft gewannen Savchenko und Szolkowy die Silbermedaille hinter Pang Qing und Tong Jian.

#### 2010/2011
Nachdem sie in 15 Shows aufgetreten waren, begann für Savchenko und Szolkowy die Saison 2010/11 mit souveränen Siegen bei Skate America und der Trophée Eric Bompard. Auch das Grand-Prix-Finale konnten sie für sich entscheiden, zum zweiten Mal in ihrer Karriere. Dabei schien eine Teilnahme gefährdet, als im Flugzeug auf dem Weg von der Trophée Eric Bompard in Frankreich zurück ihr Gepäck verloren ging und damit auch die speziell auf sie abgestimmten Schlittschuhe. Diese dürfen nicht im Handgepäck mit sich geführt werden, da sie als potenzielle Waffen gelten. Ein paar Tage später wurden die Schlittschuhe von der Fluggesellschaft jedoch wieder aufgefunden.
Bei der Europameisterschaft in Bern holten sich Savchenko und Szolkowy ihren im vergangenen Jahr verloren gegangenen EM-Titel von den Russen Kawaguti und Smirnow zurück.
Als Höhepunkt zum Abschluss der Saison stand nun die Weltmeisterschaft in Tokio an. Nach dem Erdbeben in Japan am 11. März 2011 und den dadurch verursachten schwerwiegenden Folgen (unter anderem der Unfallserie im Kernkraftwerk Fukushima I) konnte die Weltmeisterschaft allerdings nicht wie geplant Ende März stattfinden. Savchenko und Szolkowy sowie deren Trainer Ingo Steuer gaben bekannt, sich angesichts der Katastrophe eine Teilnahme an einer möglichen Austragung in Japan nur schwer vorstellen zu können. Die ISU verlegte die Weltmeisterschaft jedoch nach Moskau, wo sie über einen Monat später stattfand. Ein Problem ergab sich nun daraus, dass die Eiszeit von Savchenko und Szolkowys Trainingshalle in Chemnitz auf Ende März begrenzt ist. Man fand jedoch eine Lösung, um die Halle bis Ostern nutzbar zu machen. Die daraus entstandenen Kosten, rund 40.000 Euro, teilten sich das Bundesinnenministerium, das sächsische Kultusministerium und die Stadt Chemnitz.
Bei der Weltmeisterschaft in Moskau schoben sich Savchenko und Szolkowy durch ihre sauber ausgeführte Kür zur Musik vom rosaroten Panther vom zweiten auf den ersten Rang und gewannen damit zum dritten Mal den Weltmeistertitel, so oft wie kein anderes deutsches Paar in der Nachkriegsgeschichte. Sowohl die Punktzahl von 144,87 für die Kür als auch die Gesamtpunktzahl von 217,85 bedeuteten dabei einen neuen Weltrekord. Savchenko und Szolkowy gewannen somit alle Wettbewerbe in der Saison 2010/2011, bei denen sie angetreten waren.

#### 2011/2012

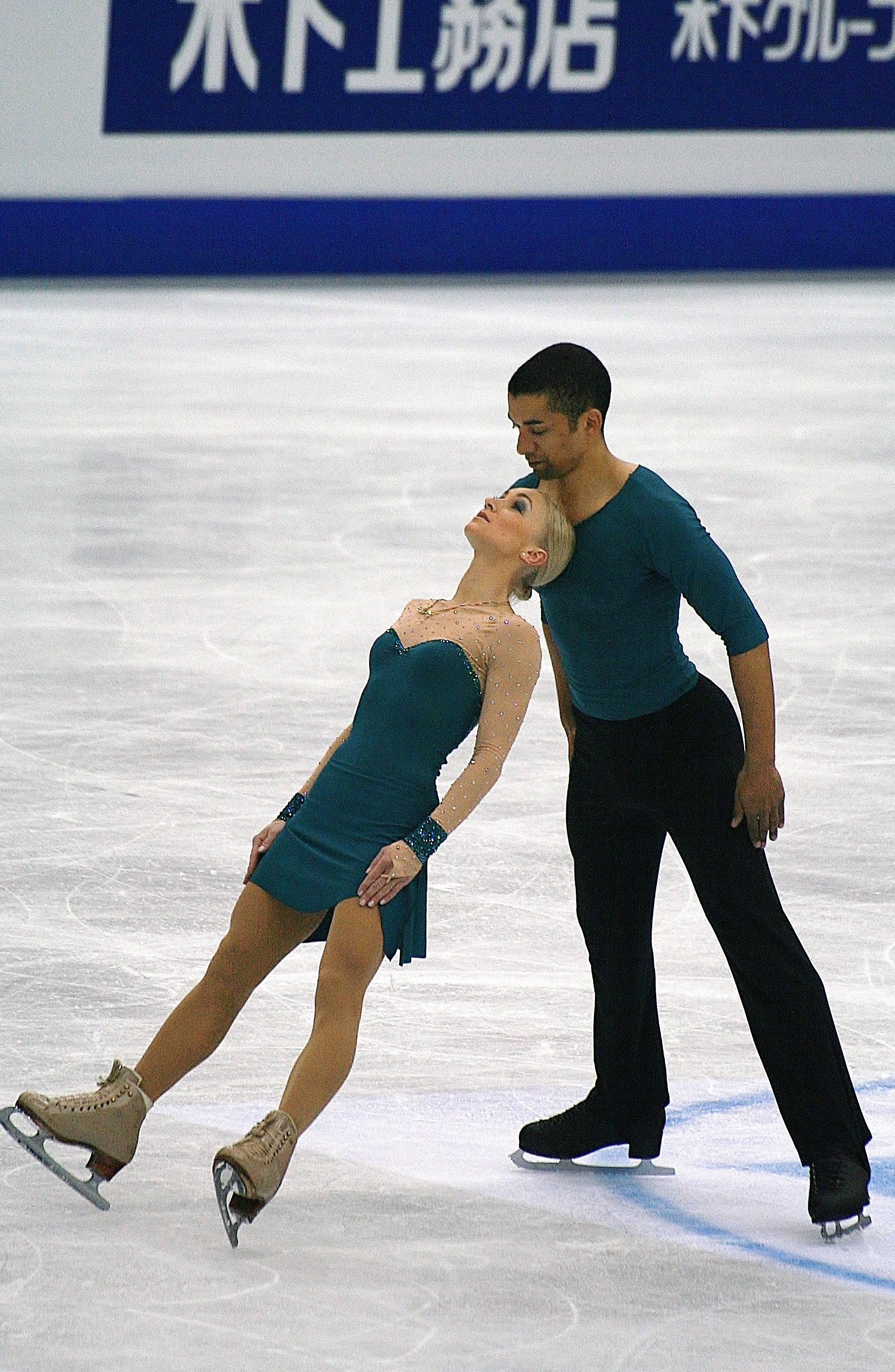
Savchenko und Szolkowy mit ihrer vielbeachteten Pina-Bausch-Kür bei der Weltmeisterschaft 2012

In der Saison 2011/12 gewannen Savchenko und Szolkowy nach 2007/08 und 2010/11 zum dritten Mal das Grand-Prix-Finale, diesmal vor dem russischen Paar Tatjana Wolossoschar und Maxim Trankow. Nach einem am 19. Januar 2012 erlittenen Muskelfaserriss im linken Oberschenkel Savchenkos konnte das Paar trotz bereits erfolgter Anreise nicht an der Ende Januar stattfindenden Europameisterschaft in Sheffield teilnehmen und seinen Titel verteidigen. Dieser ging an die Russen Wolossoschar/Trankow. Ende März 2012 konnte das deutsche Eiskunstlaufpaar jedoch an der Weltmeisterschaft in Nizza teilnehmen. Bereits nach dem Kurzprogramm, in dem Savchenko und Szolkowy zum ersten Mal erfolgreich einen dreifachen Wurfaxel gezeigt hatten, übernahmen sie die Führung. Diese gaben sie auch nach ihrer neuartigen Kür, die vom Tanztheater Pina Bauschs inspiriert worden war, trotz zweier größerer Fehler nicht ab und errangen mit einem äußerst knappen Vorsprung von 0,11 Punkten vor ihren russischen Rivalen zum vierten Mal den Weltmeistertitel. Damit stellten sie den deutschen Titelrekord von Maxi Herber und Ernst Baier ein, die im Zeitraum von 1936 bis 1939 ebenfalls viermal bei Weltmeisterschaften gewannen. In der Paarlaufgeschichte waren lediglich Irina Rodnina und Alexander Saizew (sechs Titel) öfter siegreich bei Weltmeisterschaften.

#### 2012/2013
Die Saison 2012/13 begann mit einem Sieg bei Skate Canada, obwohl Szolkowy grippegeschwächt angetreten war. Die Teilnahme an der Trophée Eric Bompard mussten Savchenko und Szolkowy allerdings aufgrund der Erkrankung, die sich zu einer Nebenhöhlenentzündung entwickelt hatte, absagen und konnten sich somit nicht für das Grand-Prix-Finale qualifizieren.
Kritik ernteten Savchenko und Szolkowy schon früh in der Saison für die Auswahl ihrer Musik, des im Eiskunstlauf häufig verwendeten Boléro und ihrer allzu farbenfrohen Kostüme, die ein Designerstudio in Chemnitz entworfen hatte.
Eine gute Nachricht zu Saisonbeginn dagegen war die Unterzeichnung eines dreijährigen Vertrages mit dem ersten Großsponsor ihrer Karriere, dem Investment-Unternehmen ThomasLloyd in Berlin. Szolkowy kommentierte: „Zu wissen, dass wir uns auf das Training und den Wettkampf allein konzentrieren können, ist ein gutes Gefühl. Wir müssen uns jetzt nicht zwingend jeden Monat um die Finanzen kümmern.“
Bei der Europameisterschaft in Zagreb und der Weltmeisterschaft im kanadischen London mussten sich Savchenko und Szolkowy mit der Silbermedaille hinter ihren Konkurrenten Tatjana Wolossoschar und Maxim Trankow zufriedengeben. Dabei verloren sie auch ihre Punkteweltrekorde in Kür und Gesamtleistung an die Russen.

#### 2013/2014
Bei den Olympischen Spielen in Sotschi gewann sie mit Szolkowy erneut die Bronzemedaille. Nach dem Sieg bei der Weltmeisterschaft 2014 beendete ihr Partner seine Karriere.

### Mit Bruno Massot für Deutschland (2014–2019)
Im April 2014 begann Savchenko mit Bruno Massot zu trainieren. Ihr neuer Partner erklärte am 28. September 2014 schriftlich seinen Wechsel vom französischen zum deutschen Verband und beabsichtigte, die deutsche Staatsbürgerschaft zu beantragen. Ab Oktober 2014 trainierte sie mit Massot in Oberstdorf unter dem Trainer Alexander König. Die Freigabe für Massot erfolgte erst im November 2015 gegen eine Zahlung von 30.000 Euro an den französischen Eissportverband.

#### 2015/2016
Der erste gemeinsame Wettkampf endete mit einem Sieg bei der Tallinn Trophy am 19. November 2015.
Bei den Europameisterschaften in Bratislava gelang den beiden mit 200,78 Punkten auf Anhieb der Gewinn der Silbermedaille. Sie mussten sich nur den überlegenen Olympiasiegern Wolossoschar/Trankov geschlagen geben, die ein Comeback feierten. In der Kür strauchelte Massot bei den beiden letzten Hebungen und musste Savchenko sogar einmal absetzen.
Die Weltmeisterschaften 2016 fanden in Boston statt. Savchenko war die älteste Teilnehmerin der gesamten Titelkämpfe. Trotz der frühen Startnummer zehn gelang es dem Paar nach kleineren Unsicherheiten Platz vier nach dem Kurzprogramm und damit die letzte Startgruppe für die Kür zu sichern. Nachdem die kanadischen Titelverteidiger Duhamel/Radford fehlerfrei zu Gold liefen, gelang Savchenko und Massot eine sehr gute Kür mit nur einem deutlichen Patzer. Die teils massiven Fehler der russischen Konkurrenz sicherten ihnen überraschend die Bronzemedaille hinter den Chinesen Sui/Han. Nachdem das Ergebnis feststand, war Savchenko unter Freudentränen minutenlang nicht ansprechbar. Es war ihre neunte WM-Medaille.
Besonderes Markenzeichen des Paares ist der extrem hoch geworfene Wurftwist. Höchstschwierigkeiten wie der dreifache Wurfaxel oder vierfache Würfe wurden für die kommende Saison geplant.
Seit 2015 ist sie Sportsoldatin bei der Sportfördergruppe der Bundeswehr.

#### 2016/2017: Vizeeuropameister und Vizeweltmeister
Zu Beginn der Saison siegten sie bei der Nebelhorn Trophy und den Grand Prix in Russland und Frankreich, jedoch verletzte sich Savchenko während der Kür in Frankreich. In der Folge sagten sie die Teilnahme am Grand Prix Finale ab und machten eine mehrwöchige Trainingspause. Nach dem dritten Platz im Kurzprogramm der Europameisterschaften zeigten Savchenko/Massot eine beeindruckende Kür, mit der sie sich noch auf den zweiten Platz schoben. Diesen erreichten sie auch bei den anschließenden Weltmeisterschaften, bei denen sie nur ganz knapp hinter den siegreichen Chinesen Sui Wenjing und Han Cong landeten.

#### 2017/2018: Olympiasieg und Weltmeistertitel

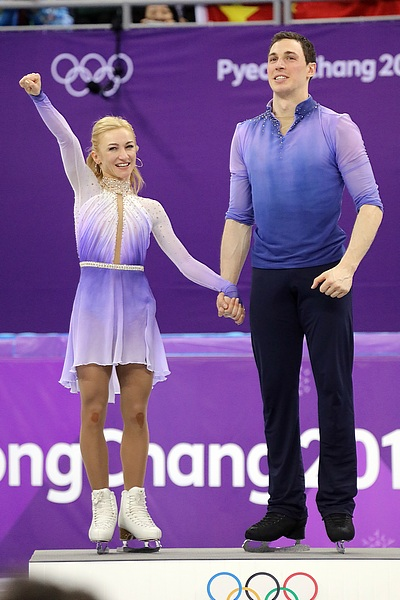
Savchenko und Massot bei den Olympischen Spielen 2018

Nach einem Sieg beim Grand-Prix-Finale im Dezember 2017 fuhren Savchenko und Massot als Gold-Kandidaten zu den Olympischen Spielen 2018. Vor allem Savchenko formulierte das Ziel, die olympische Goldmedaille zu gewinnen, im Vorfeld auch öffentlich, nachdem sie diesen Titel bei den letzten zwei Austragungen jeweils verpasst hatte.
In Pyeongchang trat das Paar zunächst als „Generalprobe“ im als eher zweitrangig geltenden Teamwettbewerb an. Nach einem Sturz Savchenkos beim dreifachen Wurf-Flip belegten beide im Kurzprogramm den dritten Rang, die Mannschaft kam in der Endabrechnung auf Rang sieben.
Beim Paarlauf fünf Tage später sprang Massot im Kurzprogramm den Salchow nur zwei- statt dreifach, was mit einem Verlust von mehr als vier Punkten einherging. So lag das Eiskunstlaufpaar nach dem Kurzprogramm zunächst auf dem vierten Platz. Der Rückstand auf die führenden Chinesen Sui Wenjing und Han Cong betrug über fünf Punkte, der Olympiasieg schien weit entfernt. Am nächsten Tag brillierten Savchenko und Massot allerdings mit einer fehlerfreien Kür, die mit neuer Weltrekordpunktzahl von 159,31 Punkten bewertet wurde. Nachdem die danach laufende Konkurrenz jeweils Schwächen in der Kür gezeigt hatte, konnten die Deutschen sich mit dieser Leistung doch noch den Olympiasieg mit weniger als einem halben Punkt Vorsprung sichern.
Im März 2018 wurden Savchenko/Massot in Mailand zum ersten Mal gemeinsam Weltmeister. Für Savchenko war es der 6. WM-Titel, für Massot der erste und einzige Sieg bei Weltmeisterschaften.

#### 2018/2019: Showkarriere
In der Saison 2018/19 traten Savchenko/Massot in Zusammenhang mit einer Wettkampfpause nur in kommerziellen Shows auf.
Dazu gehörten unter anderem „Ice Fantasia“ in Korea, „Plushenko and friends“ in Italien, „Fantasy on ice“ in Japan, „Music in ice“ und „Art on ice“ in der Schweiz, sowie „Concert on ice“, „Emotions on ice“ und „Holiday on ice“ in Deutschland.

### Karriereende als Eiskunstläuferin
Im September 2019 wurde bekannt, dass die Comebackpläne als Eiskunstläuferin mit Tommy-Jo „TJ“ Nyman als Partner nicht weiterverfolgt werden. Am 30. April 2021 gab Savchenko auf Instagram das Karriereende als Eiskunstläuferin im Wettkampf bekannt.

## Arbeit als Trainerin
Nach dem Olympiasieg 2018 arbeitete Savchenko auch als Trainerin für Nachwuchsläufer in Oberstdorf. Sie führte unter anderem Aya Hatakawa zur Deutschen Nachwuchsmeisterschaft 2019 und zur Deutschen Meisterschaft 2021.
Am 14. März 2022 gab der niederländische Eislaufverband KNSB (Koninklijke Nederlandsche Schaatsenrijders Bond) bekannt, dass Savchenko als Nationaltrainerin ein im Frühjahr 2023 eröffnendes Trainingszentrum in Heerenveen leiten wird. Bis dahin war sie in Oberstdorf als Privattrainerin tätig.
Im Frühjahr 2023 kehrte Savchenko nach Deutschland zurück, um an ihrem früheren Trainingsstandort in Chemnitz mit Ingo Steuer und Robin Szolkowy zusammenzuarbeiten. Sie warb außerdem die ukrainische Eistänzerin Oleksandra Nasarowa und den Schweizer Einzelläufer Nicola Todeschini für das Trainerteam an.

## Arbeit als Choreographin
Während ihrer Karriere wirkte Savchenko an der Choreographie ihrer eigenen Programme mit und choreographierte unter anderem ihr Gala-Programm „Up all night“ 2017/18 zusammen mit Bruno Massot.
Programme für andere Läufer:
- Kür Annika Hocke/Ruben Blommaert 2017/18
- Kurzprogramm Annika Hocke/Robert Kunkel 2020/21

## Privatleben
Im August 2016 heiratete Savchenko den britischen Künstler Liam Cross und wurde 2019 Mutter einer Tochter. Im Februar 2022 gaben beide unabhängig voneinander bekannt, dass man getrennt lebe und ein Scheidungsverfahren laufe.
Savchenko ist Botschafterin des Vereins Athletes for Ukraine.

## Ehrungen
- Bis 2014 wurde das Eislaufpaar Aljona Savchenko/Robin Szolkowy insgesamt neunmal mit dem Chemmy, der Auszeichnung für die beste Mannschaft des Jahres von Chemnitz, ausgezeichnet.[34]
- Am 8. Mai 2014 wurden sie von Bundespräsident Joachim Gauck mit dem Silbernen Lorbeerblatt ausgezeichnet.[35]
- 2018: „Sportsoldatin des Jahres“ der Bundeswehr[36]
- 2018: Vorbild des Jahres (Bild-Zeitung)
- 2018: Sportler des Jahres, 2. Platz (Teams)

## Ergebnisse
(mit Bruno Massot)
| Meisterschaft/Jahr           | 2016    | 2017    | 2018    |
| ---------------------------- | ------- | ------- | ------- |
| Olympische Winterspiele      |         |         | 1.      |
| Weltmeisterschaften          | 3.      | 2.      | 1.      |
| Europameisterschaften        | 2.      | 2.      |         |
| Deutsche Meisterschaften     | 1.      | a.K.    | 1.      |
| Grand-Prix-Wettbewerb/Saison | 2015/16 | 2016/17 | 2017/18 |
| Grand-Prix-Finale            |         |         | 1.      |
| Skate America                |         |         | 1.      |
| Skate Canada                 |         |         | 2.      |
| Cup of Russia                |         | 1.      |         |
| Trophée Eric Bompard         |         | 1.      |         |

a.K. = außer Konkurrenz
(mit Robin Szolkowy)
| Meisterschaft/Jahr           | 2004    | 2005    | 2006    | 2007    | 2008    | 2009    | 2010    | 2011    | 2012    | 2013    | 2014    |
| ---------------------------- | ------- | ------- | ------- | ------- | ------- | ------- | ------- | ------- | ------- | ------- | ------- |
| Olympische Winterspiele      |         |         | 6.      |         |         |         | 3.      |         |         |         | 3.      |
| Weltmeisterschaften          |         | 6.      | 6.      | 3.      | 1.      | 1.      | 2.      | 1.      | 1.      | 2.      | 1.      |
| Europameisterschaften        |         | 4.      | 2.      | 1.      | 1.      | 1.      | 2.      | 1.      | Z       | 2.      | Z       |
| Deutsche Meisterschaften     | 1.      | 1.      | 1.      | 1.      | 1.      | 1.      | -       | 1.      | -       |         | 1.      |
| Grand-Prix-Wettbewerb/Saison | 2003/04 | 2004/05 | 2005/06 | 2006/07 | 2007/08 | 2008/09 | 2009/10 | 2010/11 | 2011/12 | 2012/13 | 2013/14 |
| Grand-Prix-Finale            |         |         | 3.      | 2.      | 1.      | 3.      | 3.      | 1.      | 1.      |         | 1.      |
| Skate America                |         |         |         |         |         | 1.      |         | 1.      | 1.      |         |         |
| Skate Canada                 |         |         | 1.      |         | 1.      |         | 1.      |         |         | 1.      |         |
| Cup of Russia                |         | 3.      |         | 1.      | 2.      |         |         |         | 1.      |         | 1.      |
| Trophée Eric Bompard         |         |         |         |         |         | 1.      | 3.      | 1.      |         |         |         |
| NHK Trophy                   |         |         | 2.      |         | 1.      |         |         |         | 3.      |         |         |
| Cup of China                 |         |         |         | 3.      |         |         |         |         |         |         | 1.      |

(wenn nicht anders angegeben, mit Stanislaw Morosow)
| Wettbewerb/Jahr              | 1998    | 1999    | 2000    | 2001    | 2002    |
| ---------------------------- | ------- | ------- | ------- | ------- | ------- |
| Olympische Winterspiele      |         |         |         |         | 15.     |
| Weltmeisterschaften          |         |         | 9.      |         |         |
| Europameisterschaften        |         |         | 7.      | 6.      |         |
| Juniorenweltmeisterschaften  | 13.*    | 12.     | 1.      |         |         |
| Ukrainische Meisterschaften  |         | 2.      | 1.      | 1.      |         |
| Grand-Prix-Wettbewerb/Saison | 1997/98 | 1998/99 | 1999/00 | 2000/01 | 2001/02 |
| Cup of Russia                |         |         | 4.      | 7.      |         |
| Sparkassen Cup               |         |         |         | 5.      |         |
| Skate Canada                 |         |         |         | 6.      |         |

* mit Dmytro Bojenko
Z = Zurückgezogen
Andere Wettbewerbe
- 1999 – 1. Rang* – Croatia Cup, Zagreb (mit Morosow)
- 1999 – 1. Rang* – Nebelhorn Trophy (mit Morosow)
- 2001 – 1. Rang* – ISU Junior Grand-Prix-Finale, Danzig (mit Morosow)
- 2001 – 5. Rang* – Goodwill Games, Brisbane (mit Morosow)
- 2004 – 1. Rang – Ondrej-Nepela-Memorial, Bratislava
- 2004 – 3. Rang – Nebelhorn Trophy
- 2005 – 1. Rang – Ondrej-Nepela-Memorial
- 2005 – 1. Rang – Nebelhorn Trophy
- 2007 – 1. Rang – Nebelhorn Trophy
- 2008 – 1. Rang – Nebelhorn Trophy
- 2009 – 1. Rang – Nebelhorn Trophy
- 2012 – 1. Rang – NRW Trophy

## Dokumentarfilme und Reportagen
- Vision Gold – Eiskunstlaufen. 23:15 Min. Deutschland 2011 (Online bei YouTube).
- Olympiasiegerin Aljona Savchenko – Endlich ganz oben. (=Sportclub Story. Folge 115). 30 Min. Drehbuch: Inka Blumensaat. Deutschland 2019.[37]
- Die Kür ihres Lebens. 81 Min. Regie: Gerhard Schick. Deutschland 2021 (Online in der ARD Mediathek).[38][39]